# 귀과학
귀과학(otology) 또는 이과학은 귀의 정상적 또는 병리학적인 해부학과 생리학(청각)을 연구하는 의학의 한 분야이다.

## 같이 보기
- 고실 신경
- 청각학
- 귀독성